# CONADEIP FBA 2016

La temporada 2016 de la Conferencia Premier organizada por CONADEIP, fue la séptima temporada de dicha competición. En el torneo compitieron 15 equipos (cinco menos que la temporada anterior) divididos en tres grupos.
Los campeones, Aztecas UDLA, representaron a la CONADEIP en el Tazón de Campeones 2016.

## Equipos participantes
| Equipo              | Institución                             | Estadio                                 | Ciudad                                 | Head coach               |
| Grupo Independencia | Grupo Independencia                     | Grupo Independencia                     | Grupo Independencia                    | Grupo Independencia      |
| ------------------- | --------------------------------------- | --------------------------------------- | -------------------------------------- | ------------------------ |
| Aztecas UDLA        | Universidad de las Américas Puebla      | Templo del Dolor                        | Cholula, Puebla                        | Eric Fisher              |
| Borregos Salvajes   | ITESM Región Zona Metropolitana México  | Corral de Plástico                      | Atizapán de Zaragoza, Estado de México | Jorge Guerra             |
| Borregos Salvajes   | ITESM Campus Monterrey                  | Estadio Tecnológico                     | Monterrey, Nuevo León                  | Alberto Vázquez          |
| Borregos Salvajes   | ITESM Campus Puebla                     | Cráter Azul                             | Puebla de Zaragoza, Puebla             | Hugo Lira                |
| Borregos Salvajes   | ITESM Campus Toluca                     | La Congeladora                          | Toluca, Estado de México               | Horacio García Aponte    |
| Grupo Revolución    |                                         |                                         |                                        |                          |
| Borregos Salvajes   | ITESM Campus Guadalajara                | La Fortaleza Azul                       | Zapopan, Jalisco                       | Javier Iván Aguirre      |
| Borregos Salvajes   | ITESM Querétaro                         | ITESM Querétaro                         | Santiago de Querétaro, Querétaro       | Héctor Javier del Águila |
| Leones              | Universidad Anáhuac México Campus Norte | La Cueva del León                       | Huixquilucan, Estado de México         | Guillermo Gutiérrez      |
| Tigres Blancos      | Universidad Madero                      | La Jungla                               | Cholula, Puebla                        | Rubén Borbolla           |
| Grupo Libertad      |                                         |                                         |                                        |                          |
| Búhos               | Universidad de Sonora                   | Estadio Miguel Castro Servín            | Hermosillo, Sonora                     | Daniel García            |
| Cimarrones          | UABC Campus Tijuana                     | UABC Tijuana                            | Tijuana, Baja California               | Ricardo Licona           |
| Coyotes             | Universidad Tecnológica de Hermosillo   | Centro Deportivo El Oasis del Sur       | Hermosillo, Sonora                     | Pedro Alberto Aguirre    |
| Potros              | Instituto Tecnológico de Sonora         | Campo Hundido                           | Ciudad Obregón, Sonora                 | Jorge Aguilar            |
| Zorros              | CETYS Mexicali                          | CETYS Mexicali                          | Mexicali, Baja California              | Juan Ángel Medina        |
| Zorros              | CETYS Tijuana                           | Estadio Margarita Astiazarán de Fimbres | Tijuana, Baja California               | Ernesto Campa            |

### Cambios
- Al término de la temporada 2015, el Tecnológico de Monterrey tomó la decisión de unir los programas de fútbol americano de los tres campus de la Zona Metropolitana de la Ciudad de México, dando paso a la creación de los Borregos México, con jugadores de Borregos CEM, Borregos CCM y Borregos Santa Fe.[2]
- Los Osos del CETYS Tijuana cambiaron su nombre a Zorros CETYS Tijuana.
- Después de tres temporadas en la Conferencia Premier, los Lobos Marinos del Instituto Tecnológico de La Paz pusieron fin a su programa de fútbol americano.[3]
- Los Cimarrones de la UABC Mexicali y UABC Ensenada no participaron en la temporada.

## Standings

### Grupo Independencia
| Equipo             | Récord | Conf. | Cociente | PF  | PC  | Dif. | Racha |
| ------------------ | ------ | ----- | -------- | --- | --- | ---- | ----- |
| Aztecas UDLA       | 10 – 0 | 8 – 0 | 1.000    | 305 | 110 | 195  | G10   |
| Borregos Toluca    | 7 – 3  | 5 – 3 | 0.700    | 223 | 183 | 40   | G2    |
| Borregos Monterrey | 6 – 4  | 5 – 3 | 0.600    | 264 | 195 | 69   | G2    |
| Borregos Puebla    | 2 – 8  | 1 – 7 | 0.200    | 158 | 306 | -148 | P5    |
| Borregos México    | 1 – 9  | 1 – 7 | 0.100    | 139 | 211 | -72  | P4    |

### Grupo Revolución
| Equipo               | Récord | Conf. | Cociente | PF  | PC  | Dif. | Racha |
| -------------------- | ------ | ----- | -------- | --- | --- | ---- | ----- |
| Leones Anáhuac Norte | 7 – 2  | 6 – 1 | 0.778    | 347 | 187 | 160  | P1    |
| Borregos Guadalajara | 7 – 2  | 6 – 1 | 0.778    | 374 | 146 | 228  | G3    |
| Borregos Querétaro   | 1 – 7  | 1 – 5 | 0.125    | 123 | 317 | -194 | P2    |
| Tigres Blancos UMAD  | 1 – 7  | 1 – 5 | 0.125    | 97  | 301 | -204 | P4    |

### Grupo Libertad
| Equipo                | Récord | Conf. | Cociente | PF  | PC  | Dif. | Racha |
| --------------------- | ------ | ----- | -------- | --- | --- | ---- | ----- |
| Potros ITSON          | 6 – 1  | 6 – 1 | 0.857    | 155 | 119 | 36   | G5    |
| Zorros CETYS Mexicali | 5 – 2  | 5 – 2 | 0.714    | 202 | 129 | 73   | G2    |
| Cimarrones Tijuana    | 4 – 3  | 4 – 3 | 0.571    | 121 | 127 | -6   | P1    |
| Búhos UNISON          | 4 – 3  | 4 – 3 | 0.571    | 141 | 74  | 67   | G1    |
| Zorros CETYS Tijuana  | 1 – 6  | 1 – 6 | 0.143    | 128 | 171 | -43  | P4    |
| Coyotes UTH           | 1 – 6  | 1 – 6 | 0.143    | 77  | 204 | -127 | P4    |

     Clasificado a Postemporada

## Resultados

### Temporada regular
| Fecha            | Hora     | Local                   | Res.     | Visitante               | Estadio                            | Transmisión             |
| Semana 1         | Semana 1 | Semana 1                | Semana 1 | Semana 1                | Semana 1                           | Semana 1                |
| ---------------- | -------- | ----------------------- | -------- | ----------------------- | ---------------------------------- | ----------------------- |
| 20 de agosto     | 17:00    | Zorros CETYS Tijuana    | 20–23    | Zorros CETYS Mexicali   | Margarita de Astiazarán de Fimbres |                         |
| 26 de agosto     | 18:00    | Borregos México         | 26–31    | Borregos Monterrey      | Corral de Plástico                 | Máximo Avance           |
| 26 de agosto     | 21:00    | Cimarrones UABC Tijuana | 3–0      | Búhos UNISON            | UABC Tijuana                       |                         |
| 27 de agosto     | 13:00    | Borregos Toluca         | 34–14    | Borregos Puebla         | La Congeladora                     | Máximo Avance           |
| 27 de agosto     | 17:00    | Zorros CETYS Tijuana    | 28–13    | Coyotes UTH             | Margarita de Astiazarán de Fimbres |                         |
| 27 de agosto     | 20:00    | Potros ITSON            | 17–14    | Zorros CETYS Mexicali   | Campo Hundido                      |                         |
| Semana 2         |          |                         |          |                         |                                    |                         |
| 2 de septiembre  | 19:00    | Borregos Monterrey      | 27–0     | Borregos Puebla         | Estadio Tecnológico                | Máximo Avance           |
| 3 de septiembre  | 13:00    | Borregos Toluca         | 10–21    | Aztecas UDLA            | La Congeladora                     | TV UDLAP, Máximo Avance |
| 3 de septiembre  | 13:00    | Leones Anáhuac Norte    | 54–12    | Tigres Blancos UMAD     | Cueva del León                     |                         |
| 3 de septiembre  | 13:00    | Borregos Querétaro      | 6–45     | Borregos Guadalajara    | ITESM Querétaro                    |                         |
| 3 de septiembre  | 17:00    | Zorros CETYS Tijuana    | 12–22    | Cimarrones Tijuana      | Margarita de Astiazarán de Fimbres |                         |
| 3 de septiembre  | 18:30    | Búhos UNISON            | 33–7     | Potros ITSON            | Miguel Castro Servín               |                         |
| 3 de septiembre  | 21:30    | Coyotes UTH             | 13–42    | Zorros CETYS Mexicali   | Centro Deportivo El Oasis del Sur  |                         |
| Semana 3         |          |                         |          |                         |                                    |                         |
| 9 de septiembre  | 19:00    | Auténticos Tigres UANL  | 31–281   | Borregos Monterrey      | Estadio Gaspar Mass                |                         |
| 10 de septiembre | 11:00    | Águilas Blancas IPN     | 15–141   | Borregos Guadalajara    | Estadio Wilfrido Massieu           | Canal Once              |
| 10 de septiembre | 11:00    | Borregos Puebla         | 27–341   | Águilas UACH            | Estadio Olímpico de la UACH        |                         |
| 10 de septiembre | 12:00    | Pumas CU                | 0–281    | Aztecas UDLA            | Estadio Olímpico Universitario     | TV UNAM                 |
| 10 de septiembre | 12:00    | Borregos México         | 17–251   | Linces UVM              | Corral de Plástico                 |                         |
| 10 de septiembre | 13:00    | Borregos Querétaro      | 27–371   | Potros Salvajes UAEM    | ITESM Querétaro                    |                         |
| 10 de septiembre | 13:00    | Lobos UAC               | 42–71    | Tigres Blancos UMAD     | Estadio Jorge Castro               |                         |
| 10 de septiembre | 15:00    | Burros Blancos IPN      | 9–301    | Borregos Toluca         | Estadio Wilfrido Massieu           | Canal Once              |
| 10 de septiembre | 17:00    | Zorros CETYS Tijuana    | 26–32    | Potros ITSON            | Margarita de Astiazarán de Fimbres |                         |
| 10 de septiembre | 18:00    | Leones Anáhuac Cancún   | 25–261   | Leones Anáhuac Norte    | Coliseo Maya                       |                         |
| 10 de septiembre | 21:00    | Coyotes UTH             | 27–23    | Cimarrones UABC Tijuana | Centro Deportivo El Oasis del Sur  |                         |
| 10 de septiembre | 21:00    | Zorros CETYS Mexicali   | 37–27    | Búhos UNISON            | CETYS Mexicali                     |                         |
| Semana 4         |          |                         |          |                         |                                    |                         |
| 16 de septiembre | 18:00    | Borregos Monterrey      | 41–201   | Pumas CU                | Estadio Tecnológico                | Máximo Avance           |
| 16 de septiembre | 21:00    | Cimarrones UABC Tijuana | 14–0     | Zorros CETYS Mexicali   | UABC Tijuana                       |                         |
| 17 de septiembre | 11:00    | Tigres Blancos UMAD     | 0–261    | Pumas Acatlán           | La Jungla                          |                         |
| 17 de septiembre | 12:00    | Toros Salvajes Chapingo | 46–271   | Borregos Querétaro      | Estadio José 'Palomo' Ruiz Tapia   |                         |
| 17 de septiembre | 12:00    | Leones Anáhuac Norte    | 21–281   | Burros Blancos IPN      | La Cueva del León                  | Canal Once              |
| 17 de septiembre | 13:00    | Linces UVM              | 20–281   | Borregos Puebla         | Estadio José Ortega Martínez       |                         |
| 17 de septiembre | 13:00    | Aztecas UDLA            | 35–71    | Auténticos Tigres UANL  | Templo del Dolor                   | TV UDLAP                |
| 17 de septiembre | 13:00    | Borregos Toluca         | 47–431   | Águilas Blancas IPN     | La Congeladora                     | Máximo Avance           |
| 17 de septiembre | 13:00    | Borregos Guadalajara    | 41–71    | Frailes UT              | La Fortaleza Azul                  |                         |
| 17 de septiembre | 18:15    | Búhos UNISON            | 21–7     | CETYS Tijuana           | Estadio Miguel Castro Servín       |                         |
| 17 de septiembre | 18:30    | Coyotes UTH             | 16–34    | Potros ITSON            | Centro Deportivo El Oasis del Sur  |                         |
| 17 de septiembre | 19:00    | Águilas UACH            | 17–91    | Borregos México         | Estadio Olímpico de la UACH        |                         |
| Semana 5         |          |                         |          |                         |                                    |                         |
| 24 de septiembre | 13:00    | Aztecas UDLA            | 35–28    | Borregos Monterrey      | Templo del Dolor                   | TV UDLAP, Máximo Avance |
| 24 de septiembre | 13:00    | Borregos Puebla         | 27–18    | Borregos México         | Cráter Azul                        | Di+TV                   |
| 24 de septiembre | 13:00    | Leones Anáhuac Norte    | 27–20    | Zorros CETYS Mexicali   | La Cueva del León                  |                         |
| 24 de septiembre | 13:00    | Tigres Blancos UMAD     | 17–14    | Borregos Querétaro      | La Jungla                          |                         |
| 24 de septiembre | 17:00    | Borregos Guadalajara    | 60–14    | CETYS Tijuana           | La Fortaleza Azul                  |                         |
| 24 de septiembre | 19:00    | Búhos UNISON            | 27–0     | Coyotes UTH             | Estadio Miguel Castro Servín       |                         |
| 24 de septiembre | 20:00    | Potros ITSON            | 16–9     | Cimarrones UABC Tijuana | Campo Hundido                      |                         |
| Semana 6         |          |                         |          |                         |                                    |                         |
| 30 de septiembre | 21:00    | Cimarrones UABC Tijuana | 26–21    | Zorros CETYS Tijuana    | UABC Tijuana                       |                         |
| 1 de octubre     | 13:00    | Aztecas UDLA            | 23–9     | Borregos México         | Templo del Dolor                   | TV UDLAP                |
| 1 de octubre     | 19:00    | Borregos Monterrey      | 20–32    | Borregos Toluca         | Estadio Tecnológico                | Máximo Avance           |
| 1 de octubre     | 20:00    | Potros ITSON            | 20–13    | Búhos UNISON            | Campo Hundido                      |                         |
| Semana 7         |          |                         |          |                         |                                    |                         |
| 8 de octubre     | 13:00    | Borregos Querétaro      | 3–54     | Leones Anáhuac Norte    | ITESM Querétaro                    |                         |
| 8 de octubre     | 13:00    | Borregos Puebla         | 20–31    | Borregos Monterrey      | Cráter Azul                        | Di+TV                   |
| 8 de octubre     | 13:00    | Aztecas UDLA            | 24–14    | Borregos Toluca         | Templo del Dolor                   | TV UDLAP                |
| 8 de octubre     | 17:00    | Borregos Guadalajara    | 63–0     | Tigres Blancos UMAD     | La Fortaleza Azul                  |                         |
| 8 de octubre     | 20:00    | Potros ITSON            | 29–8     | Coyotes UTH             | Campo Hundido                      |                         |
| 8 de octubre     | 21:00    | Zorros CETYS Mexicali   | 35–14    | Zorros CETYS Tijuana    | CETYS Mexicali                     |                         |
| Semana 8         |          |                         |          |                         |                                    |                         |
| 14 de octubre    | 19:00    | Borregos México         | 31–7     | Borregos Puebla         | Corral de Plástico                 | Máximo Avance           |
| 14 de octubre    | 19:00    | Borregos Monterrey      | 14–23    | Aztecas UDLA            | Estadio Tecnológico                | Máximo Avance           |
| 14 de octubre    | 21:00    | Zorros CETYS Mexicali   | 51–24    | Cimarrones UABC Tijuana | CETYS Mexicali                     |                         |
| 15 de octubre    | 13:00    | Leones Anáhuac Norte    | 55–16    | Borregos Guadalajara    | La Cueva del León                  | Máximo Avance           |
| 15 de octubre    | 13:00    | Borregos Querétaro      | 36–22    | Tigres Blancos UMAD     | ITESM Querétaro                    |                         |
| 15 de octubre    | 20:00    | Coyotes UTH             | 0–21     | Búhos UNISON            | Centro Deportivo El Oasis del Sur  |                         |
| Semana 9         |          |                         |          |                         |                                    |                         |
| 22 de octubre    | 12:00    | Borregos Toluca         | 19–14    | Borregos México         | La Congeladora                     | Máximo Avance           |
| 22 de octubre    | 13:00    | Tigres Blancos UMAD     | 20–28    | Leones Anáhuac Norte    | La Jungla                          |                         |
| 22 de octubre    | 13:00    | Aztecas UDLA            | 36–13    | Borregos Puebla         | Templo del Dolor                   | TV UDLAP, Di+TV         |
| 22 de octubre    | 17:00    | Borregos Guadalajara    | 44–0     | Borregos Querétaro      | La Fortaleza Azul                  |                         |
| Semana 10        |          |                         |          |                         |                                    |                         |
| 28 de octubre    | 18:00    | Borregos México         | 3–21     | Aztecas UDLA            | Corral de Plástico                 | TV UDLAP                |
| 29 de octubre    | 12:00    | Borregos Toluca         | 3–21     | Borregos Monterrey      | La Congeladora                     |                         |
| 29 de octubre    | 13:00    | Tigres Blancos UMAD     | 19–38    | Borregos Guadalajara    | La Jungla                          |                         |
| 29 de octubre    | 13:00    | Leones Anáhuac Norte    | 52–10    | Borregos Querétaro      | La Cueva del León                  |                         |
| Semana 11        |          |                         |          |                         |                                    |                         |
| 4 de noviembre   | 10:00    | Borregos Monterrey      | 28–0     | Borregos México         | Estadio Tecnológico                | Máximo Avance           |
| 5 de noviembre   | 14:00    | Borregos Puebla         | 9–17     | Borregos Toluca         | ITESM Cuernavaca2                  | Di+TV                   |
| 5 de noviembre   | 17:00    | Borregos Guadalajara    | 53–30    | Leones Anáhuac Norte    | La Fortaleza Azul                  | SinapsisTV              |
| Semana 12        |          |                         |          |                         |                                    |                         |
| 11 de noviembre  | 18:00    | Borregos México         | 12–13    | Borregos Toluca         | Corral de Plástico                 |                         |
| 12 de noviembre  | 13:00    | Borregos Puebla         | 13–58    | Aztecas UDLA            | Cráter Azul                        | Di+TV, TV UDLAP         |

1. Juegos interligas ONEFA-CONADEIP.
2. El partido se jugó en Cuernavaca por razones administrativas.

### Postemporada
Los cuatro mejores clasificados del Grupo Libertad se enfrentan en las semifinales para definir al campeón del grupo.
|  | Semifinales                          | Semifinales  |    |  | Final                              | Final |  |
|  |                                      |              |    |  |                                    |       |  |
|  | 22 de octubre 21:00 – CETYS Mexicali |              |    |  |                                    |       |  |
|  | Zorros CETYS Mexicali                | 19           |    |  |                                    |       |  |
|  | Cimarrones Tijuana                   | 27           |    |  |                                    |       |  |
|  |                                      |              |    |  |                                    |       |  |
|  |                                      |              |    |  | 29 de octubre 21:00 – UABC Tijuana |       |  |
|  |                                      |              |    |  | Cimarrones Tijuana                 | 14    |  |
|  |                                      | Búhos UNISON | 12 |  |                                    |       |  |
|  |                                      |              |    |  |                                    |       |  |
|  |                                      |              |    |  |                                    |       |  |
|  |                                      |              |    |  |                                    |       |  |
|  | 22 de octubre 20:00 – Campo Hundido  |              |    |  |                                    |       |  |
|  | Potros ITSON                         | 9            |    |  |                                    |       |  |
|  | Búhos UNISON                         | 12           |    |  |                                    |       |  |

Los cuatro mejores clasificados del Grupo Independencia se enfrentan en las semifinales para definir al campeón de la Conferencia Premier.
|  | Semifinales                              | Semifinales        |    |  | Final                                    | Final |  |
|  |                                          |                    |    |  |                                          |       |  |
|  | 19 de noviembre 13:00 – Templo del Dolor |                    |    |  |                                          |       |  |
|  | Aztecas UDLA                             | 42                 |    |  |                                          |       |  |
|  | Borregos Puebla                          | 10                 |    |  |                                          |       |  |
|  |                                          |                    |    |  |                                          |       |  |
|  |                                          |                    |    |  | 26 de noviembre 13:00 – Templo del Dolor |       |  |
|  |                                          |                    |    |  | Aztecas UDLA                             | 43    |  |
|  |                                          | Borregos Monterrey | 40 |  |                                          |       |  |
|  |                                          |                    |    |  |                                          |       |  |
|  |                                          |                    |    |  |                                          |       |  |
|  |                                          |                    |    |  |                                          |       |  |
|  | 19 de noviembre 13:00 – La Congeladora   |                    |    |  |                                          |       |  |
|  | Borregos Toluca                          | 0                  |    |  |                                          |       |  |
|  | Borregos Monterrey                       | 17                 |    |  |                                          |       |  |

### Campeonato Nacional 2016
| Casco           |        |               |
| Brazo izquierdo | Cuerpo | Brazo derecho |
| Pantalones      |        |               |
| Medias          |        |               |
| UDLAP           |        |               |

| 2 de diciembre de 2016, 19:00 Estadio Gaspar Mass — 10,000 espectadores                                                                     |    |    |    |    |
| \| Equipo \| 1C \| 2C \| 3C \| 4C \| \| ------ \| -- \| -- \| -- \| -- \| \| UDLAP \| 11 \| 8 \| 0 \| 15 \| \| UANL \| 7 \| 10 \| 3 \| 7 \| |    |    |    |    |
| Equipo | 1C | 2C | 3C | 4C |
| UDLAP | 11 | 8  | 0  | 15 |
| UANL | 7  | 10 | 3  | 7  |

| Equipo | 1C | 2C | 3C | 4C |
| ------ | -- | -- | -- | -- |
| UDLAP  | 11 | 8  | 0  | 15 |
| UANL   | 7  | 10 | 3  | 7  |

| Casco           |        |               |
| Brazo izquierdo | Cuerpo | Brazo derecho |
| Pantalones      |        |               |
| Medias          |        |               |
| UANL            |        |               |